# En Fare for Samfundet
En Fare for Samfundet er en dansk stumfilm fra 1918, der er instrueret af Robert Dinesen efter manuskript af Mogens Falck. Der eksisterer to forskellige slutninger på filmen, en lykkelig og en tragisk.

## Medvirkende
- Valdemar Psilander - William Sheldon, professor
- Gerd Egede-Nissen - Alice Payne
- Philip Bech - John Payne, millionær, Alices far
- Ingeborg Spangsfeldt - Sygeplejerske
- Thorleif Lund - Professor Jung
- Axel Mattsson - Betjent
- Moritz Bielawski
- Franz Skondrup